# Pedro Botero
Pedro Botero es una banda zaragozana de hard rock y heavy metal formada en Casetas en 1973 por Abel Bartolomé, aunque comenzaron a sonar ya en los años 80.
Liderada por Rubén Bartolomé, uno de los grandes compositores de este país.

## Historia
La historia de Pedro Botero comienza en 1973 cuando Abel Bartolomé a la guitarra, Antonio Aguín al bajo y Dámaso Casans a la batería se juntan bajo el nombre de Pedro Botero y las infamias del pecado. Pero esta formación es efímera y ya en 1977 el trío se refunda con Abel y sus dos hermanos: Rubén (guitarra y voz) y Chirri (batería).
Con esta formación dan su primer concierto en el Colegio mayor Pedro Cerbuna junto a otras dos bandas, Patito feo y La codorniz. Esta actuación es recordada debido a que un miembro de Patito (Curro Fatás) decidió arrojar una quijada de burro contra el público, anécdota que causó sensación en la ciudad.
Su fama fue en aumento y ya en 1980, tras participar en el concurso nacional Bocata-Rock y llegar a la final, salió un disco que contenía la única canción del grupo con Abel (El Maca). El tiempo pasó y no llegaba ningún contrato discográfico serio, por lo que Abel, desanimado, decidió abandonar la banda y dejarla en manos de sus hermanos.
Tras esto, la formación sufrió más cambios y ya a mediados de los 80 sólo quedaba de la vieja formación Rubén Bartolomé (guitarra y voz), acompañado de Charlie Colás (guitarra), Nano Pérez (bajo y voz) y Chirri Bartolomé (batería).
Con esta formación fichan por el sello Snif, propiedad de Julio Castejón, con el que en 1987 graban su primer álbum, Pedro Botero. Este disco cuenta con un sonido a caballo entre el heavy y el rock con temas como Desertor, Sangre, Viejas campanas o Soledad.
Al año siguiente (1988) vuelven a la carga con un LP en la misma línea que el anterior, Guerrero, en el que destacan canciones como Ser paranoico, Volverás a escuchar su llamada y Guerrero.
Tras tres años un tanto irregulares, los Botero vuelven a editar nuevo material ya en 1991 bajo el sello Libelula. Para este disco salen Chirri y Charlie, entrando en la banda José Luis Arrazola (Guitarra) y Sergio García (Batería), además de colaborar con la banda el teclista Miguel Ángel Collado (Ñu, Santa, Asfalto). 
El resultado fue La llave del alba, un disco de sonido más melódico y evolucionado que se acerca al A.O.R. Este es para muchos su mejor álbum, que cuenta con temas como Me falta el aire o Provocación.
Dos años después, en 1993, salió a la luz su cuarto y último trabajo, Oro y cenizas, otro disco muy aclamado por sus seguidores. En este LP destacan canciones como Ya no tengo ganas de jugar, Pasajero de los vientos y Cansado de esperar.
Los siguientes años la banda funcionó en directo con notable éxito. Sin embargo, tras cuatro discos y casi 24 años de vida, la banda decide poner fin a su historia ofreciendo su último concierto en mayo de 1997, aunque continúan apareciendo de forma esporádica en su tierra, sobre todo en Zaragoza.
En 2007 se reúnen para participar en el leyendas del rock2007
En 2011 participan en el disco tributo a Asfalto con la aclamada revisión de ser urbano
En 2012 se reúnen para participar en el festival pozal rock
En 2015 el nuevo sello discográfico el pozal producciones se hace con los derechos de Pedro Botero y lanza un impresionante recopilatorio remasterizado que incluye temas de todas las épocas de la banda en una edición muy cuidada que pone de nuevo en órbita a la banda ya que las 1000 primeras copias vuelan de las estanterías en poco más de un mes y se tiene que hacer una segunda edición por la gran demanda que tiene
Esto hace que la banda se replantee su vuelta.
Es el propio Rubén Bartolomé alma mater de la banda y el único miembro inalterable en todas las formaciones quien decide fichar definitivamente por el pozal producciones y de la mano de su nuevo productor Leonardo Gil quien decide buscar nuevos músicos para preparar un nuevo álbum de estudio el que debería ser el gran resurgir de la banda.
La tarea no es fácil encontrar músicos a la altura de Pedro Botero la cual ha tenido a lo largo de su historia siempre lo mejor de lo mejor.
La cosa comienza bien después de la reconciliación de Rubén con Nano Pérez bajó y segunda voz del los tres primeros discos, la banda empieza a coger forma.
Para la guitarra después de innumerables ofrecimientos las opciones eran muchas ,pero se buscaba lo mejor de lo mejor, entonces el productor Leonardo Gil llama a Cesarito Royo un guitarrista de nivel nacional que se encuentra triunfando con la banda tributo a Iron Maiden (Iron Maños y en una llamada de teléfono Pedro Botero ya tiene su ansiado guitarrista solista.
Con la batería ocurre lo mismo es el propio Leonardo quien localiza a un chaval de tan solo 22 años, que resulta ser una máquina, Alejandro Duarte de Napalm Storm
La banda ya esta completa.
En enero de 2016 sale el sencillo adelanto de su nuevo trabajo "todo me da lo mismo" acompañado de un videoclip siendo un rotundo éxito
En febrero de 2016 sale a la venta el disco 17/50 Siendo aclamado por la crítica y convirtiéndose al instante en un clásico de hard-rock nacional.
Esto les vale la segunda participación en el leyendas del rock.

## Discografía
- Opera Rock "Juan Tomás" - 1977 (Maqueta)
- El Maca (single) - 1980 (Columbia)
- Horno tapes - 1983 (Maqueta)
- Pedro Botero EP - 1985 (Maqueta)
- Pedro Botero LP- 1987 (Snif)
- Guerreo LP- 1988 (Snif)
- La llave del alba LP- 1991 (Libélula)
- Oro y cenizas LP- 1993 (Libélula)
- Oro y cenizas (edición EP) - 1994 (Libélula)
- Ser Urbano (Single) - 2008
- Volverás a escuchar su llamada (recopilatorio remasterizado) - 2015 (El Pozal Producciones)
- 17/50 LP - 2016 (El Pozal Producciones)
- Pedro Botero 30 aniversario- 2017 (El Pozal Producciones)

## Sencillos
- 1980 - El Maca
- 1987 - Desertor
- 1988 - Ser Paranoico
- 1991 - Me falta el aire
- 1991 - Pasajero de los vientos
- 1993 - La lluvia de alcohol
- 2011 - Ser urbano
- 2015 - Volverás a escuchar su llamada
- 2016 - Todo me da lo mismo.[3][4]

## Miembros

### Última formación
- Rubén Bartolomé - Voz y guitarra
- Nano Pérez - Voz y bajo
- Cesarito Royo - Guitarra
- Alejandro Duarte - Batería

### Formación original
- Abel Bartolomé - Guitarra y voz
- Antonio Aguín - Bajo
- Dámaso Casans - Batería

### Otros miembros
- Charlie Colás - Guitarra
- Chirri Bartolomé - Batería
- M.A. Vázquez - Guitarra
- Aurelio Colás - Bajo
- José Luis Arrazola - Guitarra
- Miguel Isac - Batería
- Sergio García - Batería.[5]